# Kerry Simmonds
Pour les articles homonymes, voir Simmonds.
Kerry Simmonds, née le 3 avril 1989, est une rameuse américaine .

## Palmarès

### Championnats du monde
| Discipline     | Amsterdam 2014 Pays-Bas | Aiguebelette 2015 France |
| -------------- | ----------------------- | ------------------------ |
| Deux de pointe | Argent                  |                          |
| Huit           |                         | Or                       |